# Мејнор Крик (Кентаки)
Мејнор Крик (енгл. Manor Creek) град је у америчкој савезној држави Кентаки.

## Демографија
По попису из 2010. године број становника је 140, што је 81 (-36,7%) становника мање него 2000. године.
| Група             | 2000.       | 2010.       |
| Белци             | 201 (91,0%) | 132 (94,3%) |
| Афроамериканци    | 5 (2,3%)    | 0 (0,0%)    |
| Азијати           | 11 (5,0%)   | 6 (4,3%)    |
| Хиспаноамериканци | 0 (0,0%)    | 2 (1,4%)    |
| Укупно            | 221         | 140         |